# Campanula alliariifolia
Espèce
Campanula alliariifolia, la Campanule à feuilles d'Alliaire, est une espèce de la famille des Campanulaceae.

## Liste des sous-espèces
Selon GBIF (18 octobre 2024) :
- Campanula alliariifolia subsp. alliariifolia
- Campanula alliariifolia subsp. letschchumensis (Kem.-Nath.) Ogan.

## Systématique
Le nom correct complet (avec auteur) de ce taxon est Campanula alliariifolia Willd.
Ce taxon porte en français le nom vernaculaire ou nom normalisé : Campanule à feuilles d'Alliaire,,.
Campanula alliariifolia a pour synonymes :
- Campanula gundelia K.Koch
- Campanula kirpicznikovii Fed.
- Campanula lamiifolia Adam
- Campanula leskovii Fed.
- Campanula macrophylla Sims
- Campanula makaschvilii E.A.Busch
- Campanula ochroleuca (Kem.-Nath.) Kem.-Nath.
- Medium alliariifolium (Willd.) Spach